# Neotrichia biuncifera
Neotrichia biuncifera är en nattsländeart som beskrevs av Oliver S. Flint Jr. 1974. Neotrichia biuncifera ingår i släktet Neotrichia och familjen smånattsländor. Inga underarter finns listade i Catalogue of Life.